# Schöne Ferien – Urlaubsgeschichten aus Mallorca
Schöne Ferien – Urlaubsgeschichten aus Mallorca ist ein deutscher Fernsehfilm von Rudolf Nussgruber aus dem Jahr 1985. Der zweite Teil der Fernsehreihe Schöne Ferien wurde am 7. April 1985 im Ersten Deutschen Fernsehen erstmals ausgestrahlt. Das Reiseleiterteam bestehend aus Tina, Stefanie und Michael wird von Simone Rethel, Claudia Rieschel und Sigmar Solbach gegeben. Sie betreuen in dieser Episode eine Gruppe von Reisenden in einem Ferienhotel auf Mallorca. Die erzählende Stimme im Hintergrund kommt von Harald Leipnitz.

## Handlung
Zum Verdruss ihres Mannes Kurt hat Helma Braubach auf Mallorca ihr Herz für einen einheimischen Straßenköter entdeckt. Das Tier findet ihre ungeteilte Fürsorge und wird trotz Protest des Hotelmanagers im Appartement der Braubachs einquartiert. Als Helma sogar beschließt, den Hund mit nach Deutschland zu nehmen, muss sich Reiseleiter Michael etwas einfallen lassen.
Karla Sutter hatte ein halbes Doppelzimmer gebucht und war der Meinung, dieses mit einer älteren Dame zu teilen. Bei ihrer Anreise findet sie jedoch einen jüngeren Mann, den Sportler Peter Baumann, in ihrem Zimmer vor. Zunächst versucht sie, ihm aus dem Weg zu gehen, aber bald funkt es zwischen den beiden.
Der Versicherungsdetektiv Robert Sanden ist Angela Tressler, Hotelgast und Trickdiebin, auf der Spur. Diese entwendet den Urlaubern geschickt und unbemerkt die Wohnungsschlüssel, die dann in Deutschland zum Einbruch in die leerstehenden Wohnungen genutzt werden.